# Tập tính học
Tập tính học nghiên cứu các hành vi của động vật (đặc biệt trong xã hội của loài vật như ở khỉ và chó sói, do đó đôi khi bộ môn này được coi là một nhánh của động vật học (zoology). Các nhà tập tính học nghiên cứu chủ yếu quá trình tiến hóa của hành vi và kiến thức về tập tính học tuân theo thuyết chọn lọc tự nhiên (natural selection). Một trong những người đặt nền móng cho tập tính học hiện đại là nhà tập tính học Charles Darwin với cuốn sách mang tựa đề The expression of the emotions in animals and men ("Sự bộc lộ cảm xúc ở động vật và người").